# Фейгина, Софья Ароновна
Софья Ароновна Фейгина (1 июля 1897, Санкт-Петербург, — 24 мая 1983, Москва) — советский историк, доктор исторических наук, переводчица. Работала в Институте истории Академии наук СССР, позднее — в Институте научной информации по общественным наукам.
Фейгина специализировалась на истории международных отношений эпохи Петра I.
Имя историка вспоминают в связи с разгромом сборника «Петр Великий» (М.; Л., 1947), в котором ей принадлежала статья о западноевропейской историографии петровских реформ. Книга оказалась в центре идеологических проработок во время борьбы с т. н. «буржуазным объективизмом» и «космополитизмом».
В Москве проживала по адресам: Карманицкий переулок, д. 4, и Ростовская набережная, д. 1.

## Публикации
- Фейгина, С. А. Аландский конгресс : Внешняя политика России в конце Северной войны. Институт истории (Академия наук СССР); М., 1959
- Фейгина, С. А. Русская политика на Балканах и начало Восточной войны // Вопросы истории. — 1946. — № 4. — С. 3-29.
- Фейгина, С. А. Полтавская битва и зарубежная общественно-политическая жизнь (отдельный оттиск, б.г.).
- Фейгина, С. А. Внешняя политика России в конце Северной войны [Текст] : Аландский конгресс : Автореферат дис. на соискание степени доктора исторических наук; Ин-т истории Акад. наук СССР. — М., 1951. — 11 с.

## Переводы
- Оуэн, Роберт. Избранные сочинения [Текст] / Роберт Оуэн ; Пер. с англ. и коммент. С. А. Фейгиной ; Вступит. статья В. П. Волгина. — Москва ; Ленинград : Акад. наук СССР, 1950. — 2 т.; (Предшественники научного социализма / Под общ. ред. В. П. Волгина ; Акад. наук СССР).
- Годвин, Уильям. О собственности [Текст] / Пер. с англ. и коммент. С. А. Фейгиной ; Вступ. статья В. П. Волгина [с. 5-51]. — Москва : Изд-во Акад. наук СССР, 1958. — 260 с., 1 л. портр.; (Предшественники научного социализма/ Акад. наук СССР. Под общ. ред. акад. В. П. Волгина).